# Sardar Swaran Singh

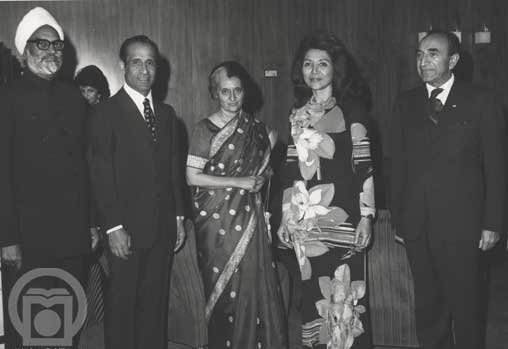
Sardar Swaran Singh (links) mit Indira Gandhi (Bildmitte) bei einem Staatsbesuch im Iran

Sardar Swaran Singh (* 19. August 1907 in Shankar, Punjab, Indien; † 30. Oktober 1994 in Neu-Delhi) war ein indischer Politiker, der als Außenminister Indiens besonders während des Bangladesch-Krieges 1971 bekannt wurde. 

## Leben
Sardar Swaran Singh studierte nach dem Schulbesuch Physik und Rechtswissenschaft an der University of the Punjab in Lahore und war nach Beendigung des Studiums als Rechtsanwalt tätig.
Er wurde 1952 von Premierminister Jawaharlal Nehru erstmals zum Minister in eine Regierung berufen und gehörte allen darauffolgenden Regierungen Indiens bis 1975 an. Zunächst war er von 1952 bis 1957 Minister für Arbeiten, Wohnungsbau und Versorgung und danach fünf Jahre Minister für Stahl, Bergwerke und Treibstoffe. Nach einer kurzen Tätigkeit als Landwirtschaftsminister 1962 war er von 1962 bis 1963 Eisenbahnminister.
Singh, ein Anhänger des Sikhismus, war vom 18. Juli 1964 bis zum 14. November 1966 während der Amtszeit von Premierminister Lal Bahadur Shastri und Indira Gandhi erstmals Außenminister Indiens. Anschließend wurde er Verteidigungsminister.
Das Amt des Außenministers bekleidete er erneut im Kabinett Indira Gandhis vom 27. Januar 1970 bis zum 10. Oktober 1974.
In dieser Funktion wurde er zum Sprecher der indischen Regierung als Indien 1971 sezessionistische Guerillas in Ostpakistan unterstützte und es damit zu einem Krieg mit Pakistan kam, den Indien schließlich gewann. Während des Bangladesch-Kriegs hielt er am 12. Dezember 1971 eine 90-minütige Rede vor dem Sicherheitsrat der Vereinten Nationen und führte aus, dass der Hauptgrund für den Konflikt die „brutale Unterdrückung“ der Bevölkerung in Ostpakistan durch die pakistanische Militärregierung von Agha Muhammad Yahya Khan und die dadurch erzwungene Flucht von ostpakistanischen Flüchtlingen nach Indien.
Vier Tage später riefen am 16. Dezember 1971 die sezessionistischen Führer Ostpakistans um Mujibur Rahman die Volksrepublik Bangladesch aus, nachdem Armeeeinheiten Westpakistans in der Folge der Eroberung von Dhaka durch Indien erobert hatten. Singh forderte daraufhin die Vereinten Nationen auf, „die Realität von Bangladesch“ anzuerkennen.
Am 10. Oktober 1974 wurde er abermals Verteidigungsminister und Nachfolger von Jagjivan Ram, der ihm 1970 in diesem Amt gefolgt war.
Für seine Verdienste in der indischen Politik wurde ihm 1992 der Padma Vibhushan, der zweithöchste zivile Verdienstorden Indiens, verliehen.